# MT6575
MT6575是台灣無廠半導體公司聯發科（MediaTeK）於2012年2月推出的一顆智慧型手機平臺 芯片組。聯發科推出該芯片組的目的在於降低智慧型手機的成本和價格。
MT6575屬於MTK MT系列，該芯片組處理器為單核處理器，基於ARM Cortex A9架構，支持ARMv7指令集，採用40纳米製程工藝，内置512kb的二级缓存（L2），默认鎖定時鐘频率为1Ghz，在默認頻率1Ghz时其通用性能为2500mips。
MT6575内置PowerVR SGX 531 Ultra的GPU（顯示晶片），多边形生成率为36m/s，像素填充率为375m/s，3d渲染率为108mp/s。

## 特性
數據寬度：32位
RAM數據總線寬度：32位
二級緩存：512KB

## 指令集
CPU指令集：ARMv7
CPU核心架構：ARM Cortex A9

## 時鐘頻率
最大物理頻率：1GHz

## 技術
製造工藝：40nm
半導體技術：CMOS

## 其他

### GPU
內置GPU：PowerVR SGX 531 Ultra
GPU支持：
- OpenGL ES 2.0
- OpenGL ES 1.1
- OpenVG 1.1
- EGL 1.3
- Direct3D加速
- SVGT 1.2
- DirectDraw

### 網絡支持
- GSM
- GPRS / EGPRS
- EDGE
- UMTS
- HSDPA:7.2 Mbps
- HSUPA:5.76 Mbps
- 基带:MBMS

### 屏幕支持
最大支持分辨率：HD級別
支持裸眼3D

### 其他
支持雙卡雙待單通

## 外部連結
- 官方網站